# Altona (Illinois)
Pour les articles homonymes, voir Altona.
Altona est un village du comté de Knox dans l'Illinois, aux États-Unis,. Situé au nord du comté, il est fondé en 1854 et incorporé le 5 août 1897.

## Démographie
Lors du recensement de 2010, le village comptait une population de 531 habitants. Elle est estimée, en 2016, à 506 habitants.

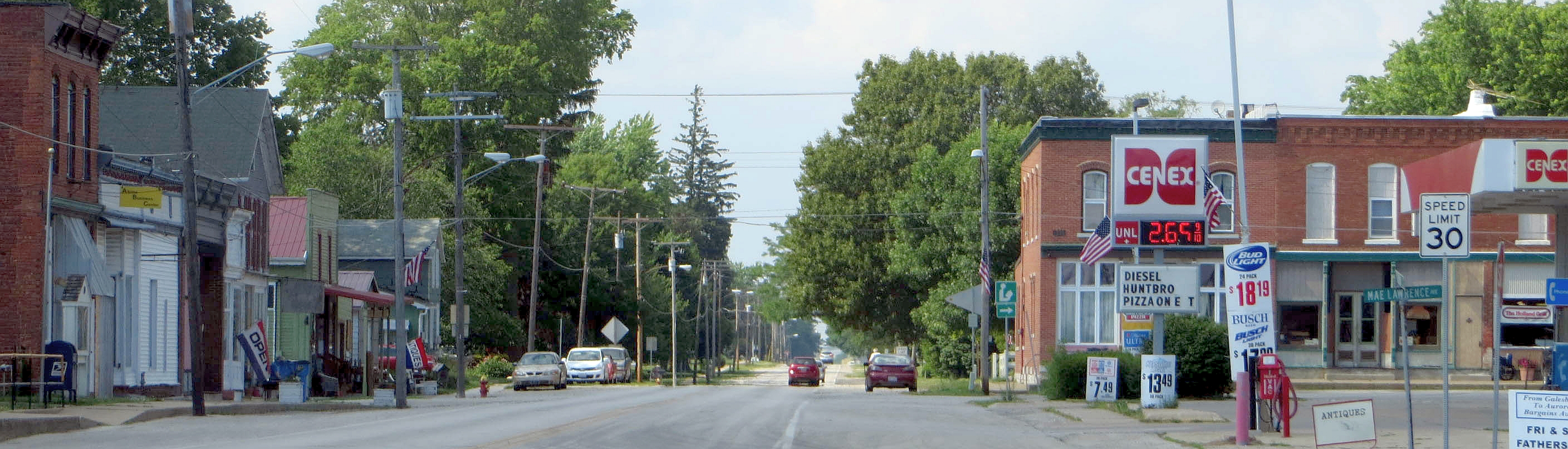
Altona (Illinois).

## Source de la traduction
- (en) Cet article est partiellement ou en totalité issu de l’article de Wikipédia en anglais intitulé « Altona, Illinois » (voir la liste des auteurs).